# Capocorb Vell
Capocorb Vell, ou selon son nom complet le village talayotique de Capocorb Vell, est un site archéologique situé dans la commune de Llucmajor, sur l'île de Majorque dans l'archipel des Baléares en Espagne. C'est l'un des plus grands villages talayotiques de Majorque et l'un des plus connus. Le site est daté de l'Âge du fer et fut occupé jusqu'au début du Moyen Age.

## Historique
Le site a failli être totalement détruit à plusieurs reprises car les pierres utilisées pour l'édification des bâtiments du site étaient convoitées comme matériau de construction pour la fondation de nouveaux villages ou la fabrication de la chaux. Il est mentionné dès le XVIIe siècle par plusieurs chroniqueurs locaux et étrangers.
Il a été exploré par les archéologues français Louis Charles Watelin et allemand Albert Mayr. Il a été partiellement fouillé par Josep Colominas i Roca et Josep Malbertí Marroig de l'Institut d'études catalanes entre 1918 et 1920 sous la direction Luis Pericot. En 1969, Bartomeu Font Obrador a fouillé l'un des bâtiments d'habitation.
Compte tenu de son importance historique et archéologique, le village a été déclaré bien d'intérêt culturel en 1931 sous la référence RI-51-0002203.

## Description
Le site comprend cinq talayots (deux de forme quadrangulaire et trois de forme circulaire), un groupe de vingt-huit habitations alignées au centre du village et en périphérie, un bâtiment beaucoup plus grand, probablement un sanctuaire. Au vu de l'étendue du site et de l'éparpillement relatif des vestiges actuels, d'autres bâtiments ont probablement existé mais furent ultérieurement détruit par les activités agricoles et l'emport des pierres pour la construction.
Un premier talayot de forme circulaire est actuellement visible au sud du site en position isolée. Il mesure environ 7 m de hauteur, il est plutôt bien conservé. Les autres talayots et les habitations sont regroupés selon un axe nord-est/sud-ouest : un talayot circulaire à chaque extrémité, les deux talayots quadrangulaires et les habitations alignées au centre. Les deux talayots circulaires n'ont pas encore été fouillés. Ils mesurent environ de 10 à 12 m  de diamètre.

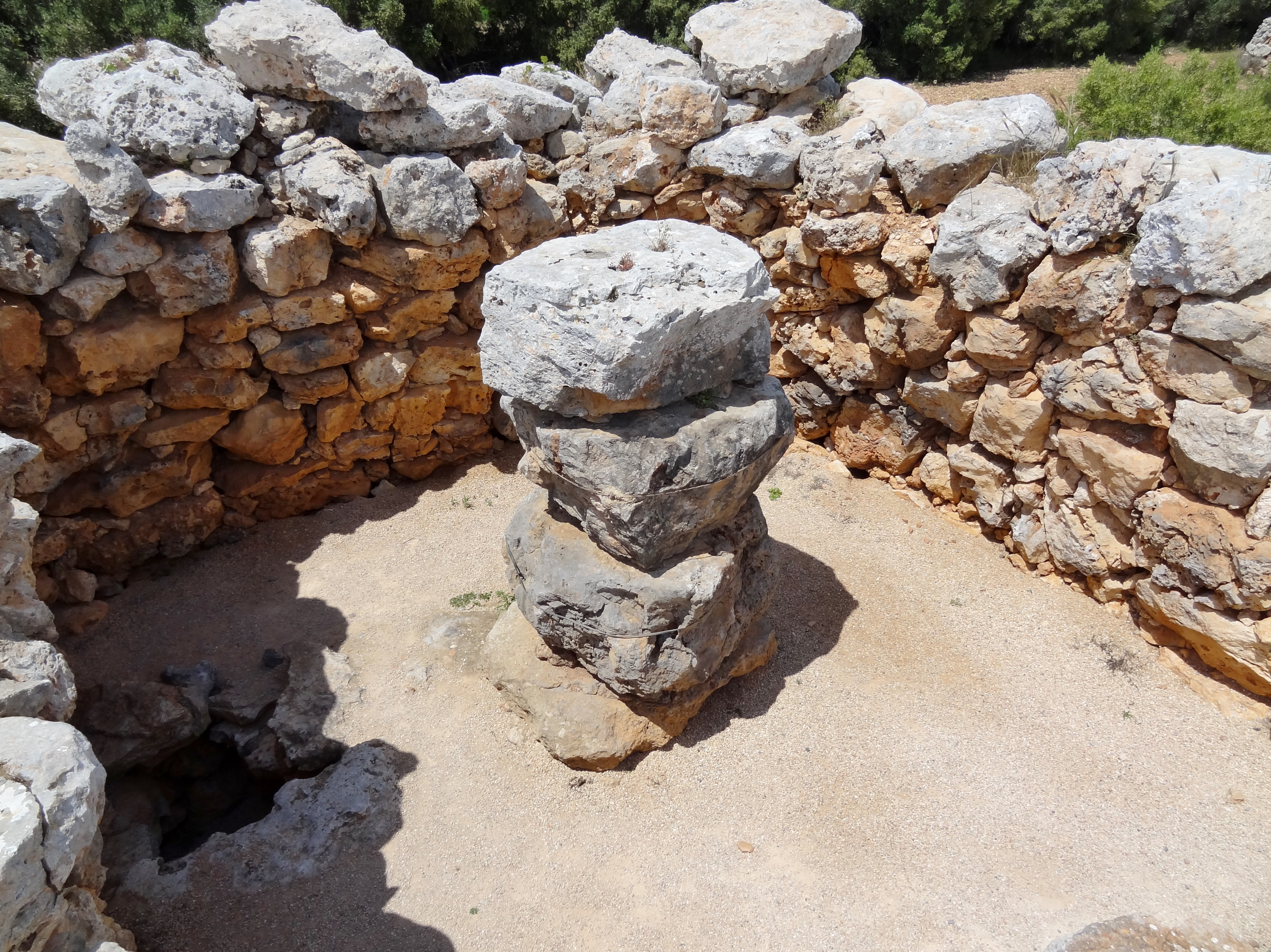
Salle supérieure du talayot quadrangulaire ouest avec entrée au sol vers la salle inférieure.

Le talayot quadrangulaire occidental mesure 10 m de côté et il a été conservé sur 6 m de hauteur. Il comprend deux salles superposées. La salle supérieure mesure 4 m de côté. D'une hauteur originelle de 3,25 m, elle comporte une colonne polylithique conservée sur une hauteur totale de 2,15 m qui soutenait le toit de l'édifice constitué de dalles en pierre disposées radialement, toit qui a disparu en 1921. Selon Colominas, la chambre comportait des traces d'incendie qui ont été remises en cause par Rosseló Bordoy. Un trou dans le plancher de la pièce donne accès à une galerie de 0,80 m de large sur 0,70 et 1,50 m de haut, insérée dans le massif de la structure, qui descend en colimaçon jusqu'à la petite salle inférieure dont le plafond est maintenu par trois poutres en bois d'olivier. Colominas mentionne avoir découvert une sépulture à l'entrée de la galerie. La petite salle inférieure a un plan en « L ». Cette petite salle devait probablement être utilisée comme lieu de culte, c'est le seul cas de ce genre connu à Majorque. Une datation d'un échantillon du bois des poutres correspond à une période comprise entre 1005 et 835 av. J.-C..
Le talayot quadrangulaire oriental mesure 8,50 m de côté et il a été conservé sur 4,80 m de hauteur. Il est composé de deux étages. La salle basse est divisée par un mur de 
2 m d'épaisseur qui lui donne une forme de « U » subdivisé en deux espaces de 1,75 m de largeur. Les murs intérieurs sont recouverts de mortier. L'accès à la chambre supérieure se faisait peut-être par une échelle en bois. L'édifice a été abandonné après un incendie durant l'Antiquité. 
Les deux talayots quadrangulaires sont reliés par un mur d'environ 50 m de longueur sur lequel s'adosse un groupe d'habitations. Selon Guillem Rosselló Bordoy, les maisons ont été construites en trois phases distinctes, postérieurement aux talayots. Durant la première phase, les maisons sont construites selon un plan rectangulaire simple. Dans une seconde phase, elles ont été agrandies avec un genre d'avant-cour. Enfin, elles ont été réaménagées avec des murs de subdivision à angles droits et des colonnes intérieures. Le mur reliant les deux talayots n'a pas été construit d'un seul tenant : il correspond en fait à l'adjonction successive du mur extérieur nord de chaque maison. Les maisons étaient recouvertes par une charpente constituée de troncs de bois en guise de poutres, sur laquelle reposait une couche de branchage et de boue, l'ensemble reposant sur des colonnes.

## Matériel archéologique
Le matériel archéologique découvert sur le site comprend des objets domestiques en pierre (meules), des fragments de céramique (anses d'amphores) et des objets métalliques dont un bassin en bronze. Les objets découverts sont visibles au musée archéologique de Barcelone. 
Selon Bartomeu Font Obrador et Guillem Rosselló Bordoy, le site était probablement un centre cérémoniel rattaché à plusieurs villages environnants. Cette hypothèse demeure controversée.